# Église Notre-Dame de Châteauroux
Pour les articles homonymes, voir Église Notre-Dame et Notre-Dame.
Ne doit pas être confondu avec Église Saint-André de Châteauroux ou Église Saint-Martial de Châteauroux.
L'église Notre-Dame de Châteauroux est une église catholique française. Elle est située sur le territoire de la commune de Châteauroux, dans le département de l'Indre, en région Centre-Val de Loire.

## Situation
L'église se trouve dans la commune de Châteauroux, au centre du département de l'Indre, en région Centre-Val de Loire. Elle est située dans la région naturelle de la Champagne berrichonne. L'église dépend de l'archidiocèse de Bourges, du doyenné de Châteauroux et de la paroisse de La Résurrection - Châteauroux.

## Histoire

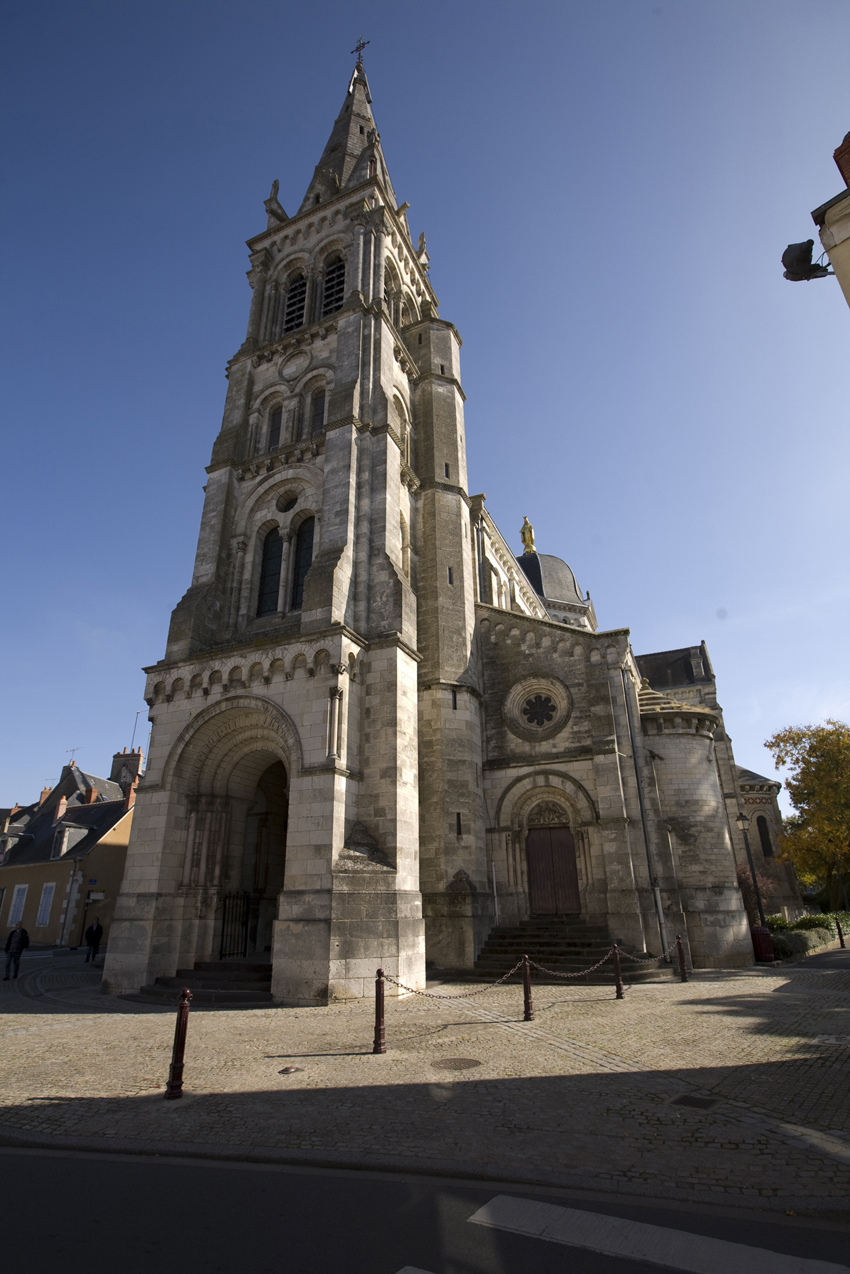
L'entrée de l'église, en 2008.

L'église fut construite au XIXe siècle, plus exactement à partir de 1877, et fut inaugurée en 1892.
La nouvelle église Notre-Dame doit son existence au conseil de fabrique et aux habitants du faubourg des Capucins.
L'ancienne église des Capucins, qui se trouvait sur l'emplacement du collège actuel du même nom, était particulièrement vétuste  et, malgré différentes campagnes de restauration menées au cours du XIXe siècle par l'architecte départemental André Bisson, les paroissiens durent se résoudre à sa démolition.
Le conseil de fabrique demanda donc avec insistance la construction d'une nouvelle église, le quartier connaissant de plus une forte augmentation de sa population.
On décida donc de la rapprocher du quartier des Marins, en forte expansion, et la construction put débuter sur l'emplacement de l'ancien hôtel du Lion d'Argent, sur les remparts sud de la ville, près de la Porte Neuve, ancienne Porte Poitevine.
Les plans furent confiés à l'architecte départemental Alfred Dauvergne, qui proposa une église de style néo-roman, après celle à tendance gothique flamboyant que constituait l'église Saint André nouvellement bâtie (1876).
L'influence du roman auvergnat est notamment présente par le jeu des matériaux et la polychromie par des pierres de couleurs et d'aspects différents. L'élévation intérieure est à trois niveaux : grandes arcades, arcature aveugle et fenêtres hautes. Un grand nombre de chapiteaux illustrent l'histoire sainte.
Les sculptures ont été réalisées par Narcisse Girault-Dupin. Les vitraux posés en 1882 sont l'œuvre des ateliers d'Oudinot, à Paris, et Lobin, à Tours.
L'édifice est inscrit au titre des monuments historiques, le 15 avril 2009.

## Description
L'édifice est bâti dans le style néo-roman et adopte un plan en croix latine, à trois vaisseaux, déambulatoire et chapelles rayonnantes. Une tour de croisée octogonale couvre la croisée du transept.

### Le grand orgue
Construit par l'atelier d'Aristide Cavaillé-Coll en 1890, il fut installé sur la tribune ouest. Il comportait alors 2 claviers de 56 notes et un pédalier de 30 notes. Le buffet était de style néo-roman afin de s'intégrer au mieux à l'édifice.
la composition en était la suivante:
Grand-orgue: Bourdon 16, Montre 8, Bourdon 8, salicional 8, flûte 8, Prestant 4, flûte 4
Récit expressif:Flûte 8, gambe 8, voix céleste 8, Flûte 4, octavin 2, basson 16, Trompette 8, basson-hautbois 8, clairon 4
Pédale: Bourdon 16 (du GO), flûte 8 (du GO), Basson 16 (du Récit), trompette 8 (du Récit)
Tirasses I/ped, II/ped, copula, trémolo, appel et renvoi anches
En 1965-66 le chanoine Chaudesaigues fit appel au facteur d'orgues Robert Boisseau pour agrandir l'orgue.
R. Boisseau créa un positif de dos entièrement neuf, déplaça certains jeux, ajouta de nouveaux tuyaux et ré-harmonisa tous les tuyaux de Cavaillé-Coll, il souda toutes les entailles, et décala nombre de tuyaux. Le projet fut alors de construire un instrument quasi-neuf d'esthétique classique tout en conservant le plan de récit expressif. La mécanique  fut refaite à neuf (claviers et balanciers en duralumin), la soufflerie le buffet furent agrandis et remaniés.
Le nouvel instrument comportait 3 claviers de 56 notes et un pédalier de 30 notes.
Positif de dos: Montre 8, Bourdon 8, Prestant 4, Nasard 2 2/3, doublette 2, Tierce 1 3/5, Larigot 1 1/3, Plein-Jeu 5 rangs, Cromorne 8, Chalumeau 4 (devenu chalumeau 8 en 1995)
Grand orgue: Quintaton 16, Montre 8, Bourdon 8, Flûte 8, Prestant 4, Doublette 2, Plein-Jeu 7 rangs, Trompette en chamade
Récit expressif: Flûte 8, Unda Maris 8, Flûte 4, Doublette 2, Sesquialtera (2 2/3, 1 3/5), Cymbale 3 rangs, Trompette 8, Hautbois 8, Clairon 4
Pédale: Soubasse 16, Flûte 8, Flûte 4, Bombarde 16, Trompette 8, Chalumeau 4
Tirasses sur les 3 claviers, accouplements II/I , III/II
La mécanique et les claviers (axés au milieu) furent remplacés en 1995 (claviers en chêne plaqué d'os et ébène, balanciers en chêne), le tirage des jeux électro-pneumatique à l'origine, fut remplacé par des moteurs électriques en 2012.
La composition des pleins jeux est conforme au plan "Dom Bedos" avec résultante de 16 sur Fa3 au plein-jeu du Grand-Orgue.

### L'orgue de chœur
construit en 1964 par Robert Boisseau, il comporte un clavier de 56 notes et un pédalier de 30 notes
Montre 8, Bourdon 8, Prestant 4, Doublette 2, Plein jeu III.    Clavier de  pédale:  bourdon 16, 8, 4 en extension   Tirasse

## Galerie

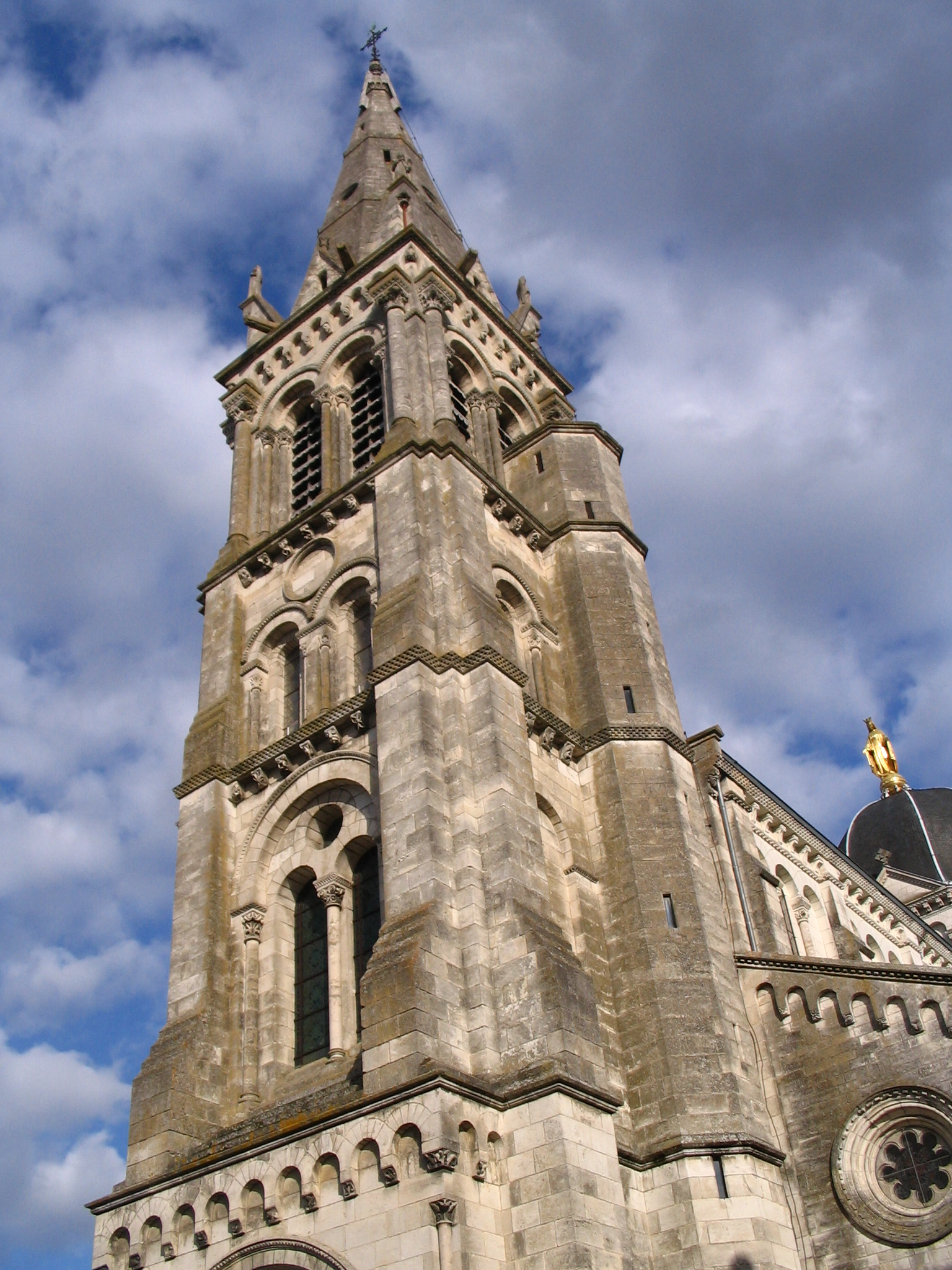
Le clocher, en 2009.
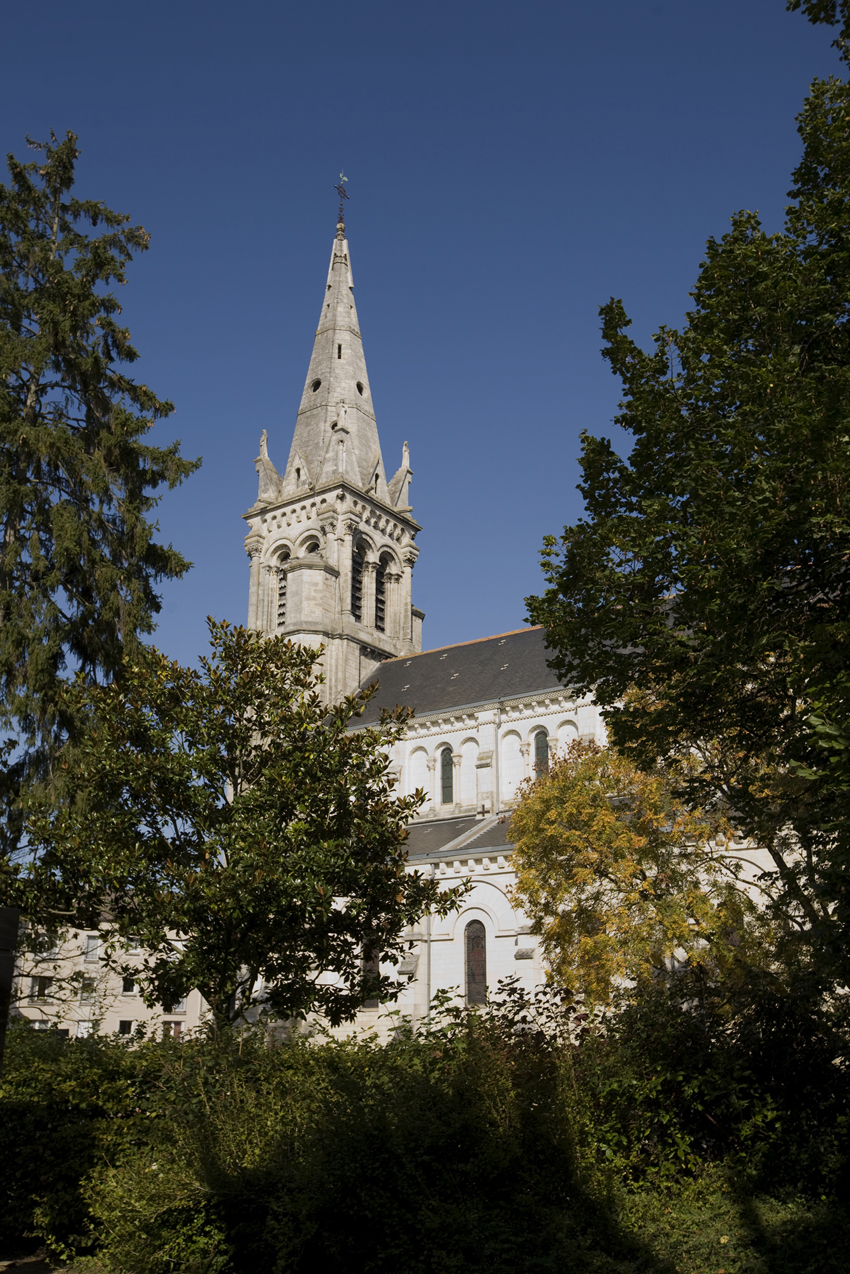
Le clocher, en 2008.
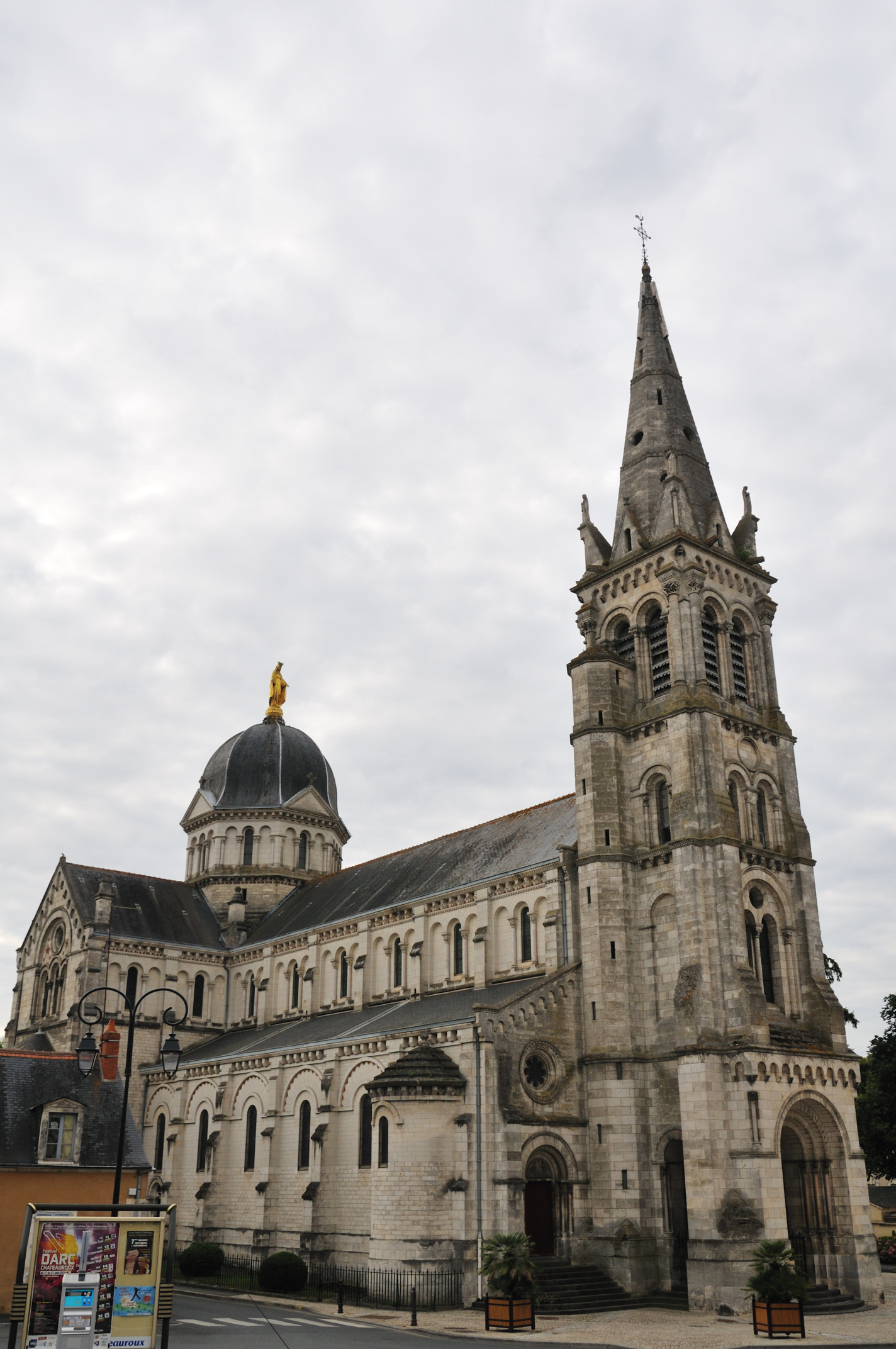
L'église Notre-Dame, en 2010.
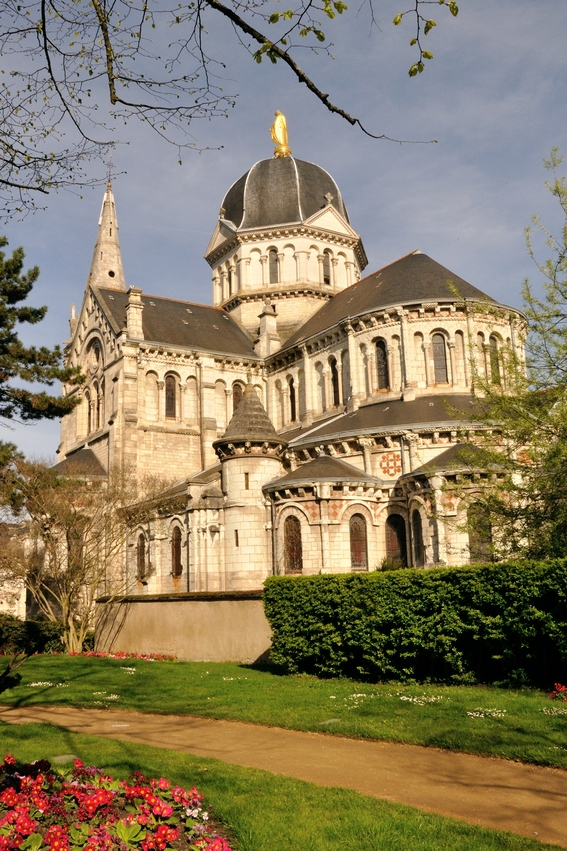
L'église Notre-Dame, en 2011.
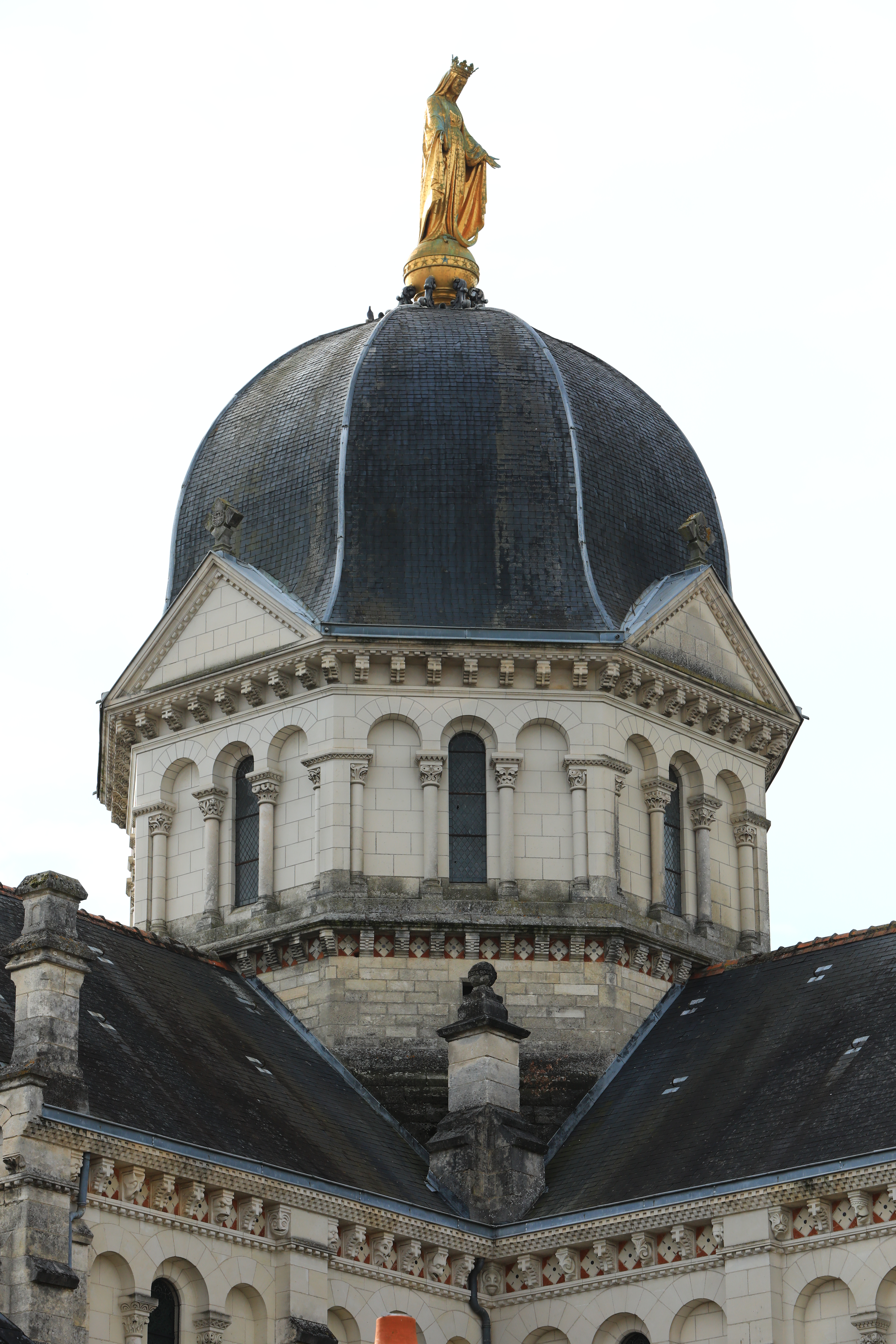
Le dôme de l'église.
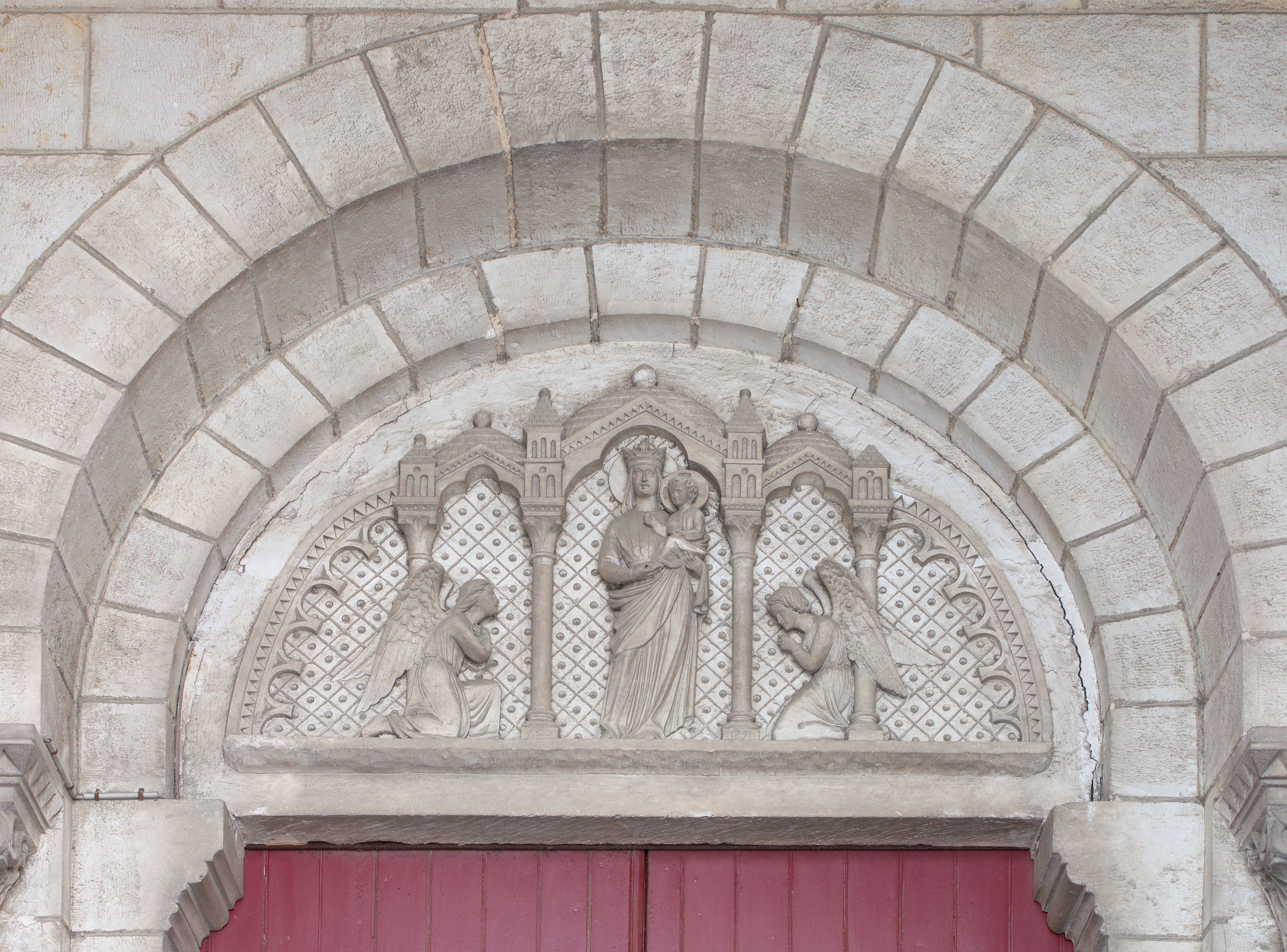
Tympan du portail principal.